# Palais Marienstraße 24
Das Palais Marienstraße 24 (auch: Houpsches Haus) war ein von Gottfried Semper im Jahre 1841 erbautes Stadtpalais an der Marienstraße 24 in Dresden. Es gehörte zu den schönsten Werken Sempers. Bei den Luftangriffen auf Dresden 1945 wurde das Palais zerstört.

## Konzept
Das Stadtpalais wurde als viergeschossiges Reihenhaus konzipiert. Die Fassade des Hauses hatte eine Frontlänge, die elf Fensterachsen einnahm. In der Mitte der Fassade hatte Semper ein Rundbogenportal angebracht. Die Fassade zeigte auf Erdgeschosshöhe Rundbogenfenster, während das erste und zweite Obergeschoss flache Fensterverdachungen zeigten. Die Geschosse waren untereinander durch Gesimse getrennt. Während das Erdgeschoss gequadert war, bestand das erste und zweite Obergeschoss aus ineinandergefugten Sandsteinen. Das dritte Obergeschoss wies eine Pilasterordnung auf.